# Adam Ruins Everything
Adam Ruins Everything est une série humoristique américaine à but éducatif ayant débuté en 2015. Elle compte actuellement 57 épisodes, répartis en six saisons. La série a pour but de réfuter des idées fausses et préjugés sur différents sujets.

## Format
Adam Ruins Everything est basée sur une web série éponyme de la chaîne Youtube CollegeHumor. Dans chaque épisode, le comédien Adam Conover, réfute les croyances et idées fausses sur un thème de la vie courante. Généralement, il démontre trois croyances par épisodes. Conover défend souvent des opinions impopulaires dans la société américaine, mais le fait en s'adressant directement au public. Pour ce faire il utilise des croquis, des exemples, des sources et interroge des experts. La série fait aussi régulièrement intervenir des personnages historiques, des voyages dans le temps ou dans l'espace. Conover présente toujours ses faits avec objectivité et enthousiasme. L'épisode se termine toujours par le changement d'avis de la personne, qui au début de l'épisode, pensait l'idée fausse[pas clair].

## Distribution
- Adam Conover : Lui-même
- Emily Ax : Elle-même
- Brian K. Murphy : Murph
- Hayley Marie Norman : Hayley
- Rhea Butcher : Rhea Conover
- Nicole Roberts : Kendra Perkins
- Punam Patel : Melinda
- RuPaul : Gil
- Chris Parnell : Narrateur

## Diffusion
La série débute le 29 septembre 2015, avec une saison de 12 épisodes sur TruTV. En 2016, 14 épisodes sont rajoutés. Fin 2016, chaque épisode avait été visionnés en moyenne 839 000 fois, ce qui a conduit TruTV à annoncer la production d'une nouvelle saison de 16 épisodes pour l'été 2017. La chaîne continue la diffusion de la série en diffusant une saison de plus en 2018, et en préparant une autre, qui devrait sortir courant 2019. 
En plus d'être diffusé depuis sa création, en 2015, sur la chaine TruTV, la série est diffusée au Canada sur Much depuis 2017, et en Australie sur SBS Viceland (en). Depuis le 30 septembre 2018, la série est aussi sur Netflix,.

## Critiques
Sean O'Kane écrit dans The Verge que l'épisode Adam Ruins Going Green présente de façon erroné le rapport sur les voitures électriques du magazine Slate. Il s'oppose aux propos de Conover, lorsque ce dernier affirme que la voiture électrique est aussi polluante que les autres. L'émission publie une réponse qui contredit O'Kane et affirme que « dans de nombreux cas, le fait de remplacer une voiture performante par un véhicule électrique comme celui de Tesla augmentera votre empreinte carbone ». Electrek, un site d'information américain consacré au transport électrique et couvrant positivement Tesla, a aussi affirmé que les voitures électriques polluaient moins que les autres.
La chimiste et journaliste scientifique allemande Mai Thi Nguyen-Kim critique une partie de l'épisode Adam Ruins Science au sujet de l'expérimentation animale, qu'elle dénonce comme des affirmations trompeuses à propos des scientifiques et l'utilisation des sources erronées.
En 2016, lors d'une émission radio, le commentateur politique Steven Crowder, critique l'épisode Adam Ruins Immigration. Adam Conover y expliquait qu'entre  27% et 40% des immigrants illégaux aux États-Unis venaient par avion, et, au départ avec un visa, et donc qu'un mur à la frontière mexicaine, ne ferait pas disparaître cette immigration. Le commentateur a fait la remarque que cela faisait 60 % d'immigrants qui ne venaient pas par avion, et que par conséquent c'était un argument pour la construction du mur.

## Épisodes

### Première saison (2015)
1. Adam Ruins Giving
2. Adam Ruins Security
3. Adam Ruins Cras
4. Adam Ruins Forensic Science
5. Adam Ruins Restaurants
6. Adam Ruins Hygiene
7. Adam Ruins Voting
8. Adam Ruins Work
9. Adam Ruins Summer Fun
10. Adam Ruins Sex
11. Adam Ruins Nutrition
12. Adam Ruins Death

### Deuxième saison (2016)
1. Adam Ruins Hollywood
2. Adam Ruins Football
3. Adam Ruins Weddings
4. Adam Ruins Animals
5. Adam Ruins Immigration
6. Adam Ruins Housing
7. The Adam Ruins Everything Election Special
8. Adam Ruins Drugs
9. Adam Ruins the Wild West
10. Adam Ruins the Internet
11. Adam Ruins Justice
12. Adam Ruins Christmas
13. Adam Ruins Going Green

### Troisième saison (2017)
1. Adam Ruins Having a Baby
2. Adam Ruins Weight Loss
3. Adam Ruins the Hospital
4. Adam Ruins Dating
5. Adam Ruins Art
6. Adam Ruins What We Learned in School
7. Adam Ruins College
8. Emily Ruins Adam
9. Adam Ruins his Vacation
10. Adam Ruins the Suburbs
11. Adam Ruins the Economy
12. Adam Ruins Conspiracy Theories
13. Adam Ruins Spa Day
14. Adam Ruins Halloween
15. Adam Ruins Science
16. Adam Ruins the Future

### Quatrième saison (2018)
Cette saison est composée de six épisodes animés, nommés "Reanimated History".
1. Give Me Liberty or Give Me Truth
2. The First Factsgiving
3. Mutually Assured Ruination
4. An Ancient History of Violence
5. The Copernican Ruin-aissance
6. 100 Years Ago Today

### Cinquième saison (2018-2019)
1. Adam Ruins Guns
2. Adam Ruins Sleep
3. Adam Ruins Tech
4. Adam Ruins Flying
5. Adam Ruins a Plate of Nachos
6. Adam Ruins a Sitcom
7. Adam Ruins Games
8. Adam Ruins Nature

### Sixième saison (2019)
1. Adam Ruins America
2. Adam Ruins Doing Good
3. Adam Ruins Murder
4. Adam Ruins Music
5. Adam Ruins Little Bugs
6. Adam Ruins Cops
7. Adam Ruins Himself